# Hradisko (Javořická vrchovina)
Hradisko je kopec v Javořické vrchovině, s nadmořskou výšku 761 m nejvyšší vrchol geomorfologického okrsku Pivničský hřbet v podcelku Jihlavské vrchy. Vrchol se nachází asi 380 m na východ od osady Poldovka a 2,3 km jihojihovýchodně od Sumrakova.
Hradisko se společně s Pivničkami nachází v přírodním parku Javořická vrchovina.
Na vrcholu Hradiska začíná zelená turistická trasa vedoucí na Javořici, k hradu Roštejn a pod Čeřínek; rovněž tudy prochází modrá trasa z Olšan do Mrákotína a Třeště. Nachází se tady 3–15 m široký žulový hřbítek, dlouhý asi 115 m, na nějž se dá vystoupit (výhled je omezen stromy).